# Скородумское
Скородумское — село в Свердловской области России, входит в Ирбитское муниципальное образование.

## Географическое положение
Село Скородумское муниципального образования «Ирбитское муниципальное образование» расположено в 26 километрах (по автотрассе в 29 километрах) к западу-юго-западу от города Ирбит, преимущественно на правом берегу реки Бобровка (левый приток реки Ирбит). Через село проходит автотрасса Артемовский — Ирбит, а в 3 километрах от села расположен железнодорожная станция Худяково Свердловской железной дороги. Село расположено в низкой равнине, покрытой смешанным лесом. Местность — болотистая, а почва чернозёмная и суглинистая.

## История села
Первопоселенцами были жители из деревни Давидовой (в 2 верстах от села), которые задумали переселиться на новое место жительства и очень быстро привели в исполнение это желание, оттого и новообразовавшееся селение их получило название Скородума. Первыми поселенцами были выходцы из великорусских губерний, за что говорят существующие до сих пор фамилии в роде Новгородовых и название окрестных деревень — Ярославская, Костромина. Пришли они сюда в смутное время, искав здесь спокойной жизни. Вторые поселенцы пришли в период царствования Петра Великого, укрывшись от тяжестей налогов и от солдатчины.
В начале XX века главным занятием сельчан было хлебопашество, второстепенное — извозный промысел и прядильное дело на канатных заведениях. Так на Ирбитской ярмарке продавались веревки и канаты, производимые из местной конопли.

## Спасская церковь
Первый деревянный храм был освящён во имя Нерукотворного образа Христа Спасителя в 1729 году. Второй деревянный храм того же наименования взамен первого храма, пришедшего в ветхость, был построен и освящён в 1761 году, но он сгорел. Третий деревянный храм с приделом в честь святых апостолов Петра и Павла, был построен в 1840 году, затем он был разобран вследствие ветхости. В 1823 году была заложена четвёртая каменная, двухэтажная, двухпрестольная церковь, а в 1840 году был построен нижний храм которой был освящён в честь Нерукотворного Образа Спасителя, а верхний храм освящён в честь апостолов Петра и Павла. Для помещения старшего священника и штатного диакона имеется церковный дом с флигелем, псаломщики живут на квартирах и получают квартирное пособие из сумм церковно-приходского попечительства.
Церковь была закрыта в 1930 году.

## Школа
В 1900 году в селе уже работало земское начальное народное училище.

## Население
| 2002 | 2010 | 2021 |
| ---- | ---- | ---- |
| 384  | ↘322 | ↘276 |